# Guthrum

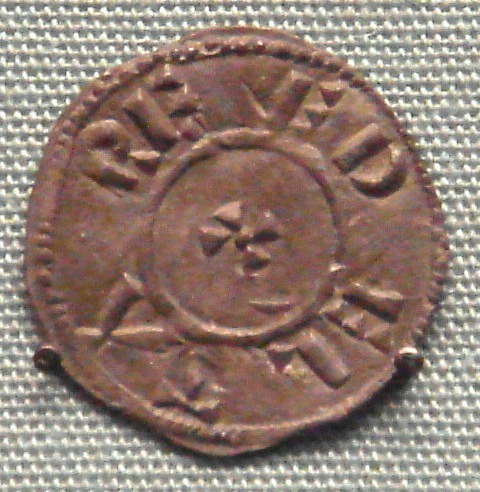
Münze des Guthrum

Guthrum der Ältere († um 890), getauft auf Æthelstan, war König der dänischen Wikinger im Danelag.

## Leben

### Guthrums Einnahme des Danelag
Obwohl unklar ist, wie es Guthrum gelang, sich zum König über die anderen dänischen Fürsten im Danelag aufzuschwingen, steht fest, dass er 874 einen ausgedehnten Krieg gegen Wessex unter Alfred dem Großen führte. Bereits 876 hatte Guthrum Teile der Königreiche Mercia und Northumbria unter seine Kontrolle gebracht. Danach wandte er sich gegen Wessex.

### Der Kampf um Wessex
Zu seiner ersten großen Konfrontation mit Alfred dem Großen kam es nahe der walisischen Grenze. Guthrum segelte mit seinem Heer um Poole und vereinigte sich dann mit weiteren Wikingerstreitkräften, die in Alfreds Gebiet zwischen Frome und dem Trent einfielen. Asser zufolge erzielte Guthrum in seiner ersten Schlacht mit Alfred einen Sieg; er eroberte die Festungen von Exeter und Wareham. Alfred konnte ein Friedensabkommen aushandeln, das bereits 877 durch Guthrum gebrochen wurde, als dieser sein Heer tiefer nach Wessex führte. Auch diese Auseinandersetzungen konnte Guthrum zu seinen Gunsten entscheiden.

### Die Schlacht von Edington
878 griff Guthrum erneut an, während Alfred nahe Chippenham, in Wiltshire überwinterte. Alfred konnte nur knapp entkommen und zog seine Kräfte zusammen, um im Frühling Guthrum in der Schlacht von Edington (kleine Stadt in Wiltshire) zu schlagen. Wessex entging nur knapp der vollständigen Besetzung durch die Dänen. Bei dieser entscheidenden Schlacht wurde Guthrums Heer durch das von Alfred in sein Feldlager zurückgedrängt, wo es belagert wurde. Nach zwei Wochen sandten die Wikinger (wie die Angelsächsische Chronik berichtet), „durch Hunger, Kälte und Angst“ eingeschüchtert, einen Unterhändler zu Alfred, um Frieden zu vereinbaren.

### Der Vertrag von Wedmore

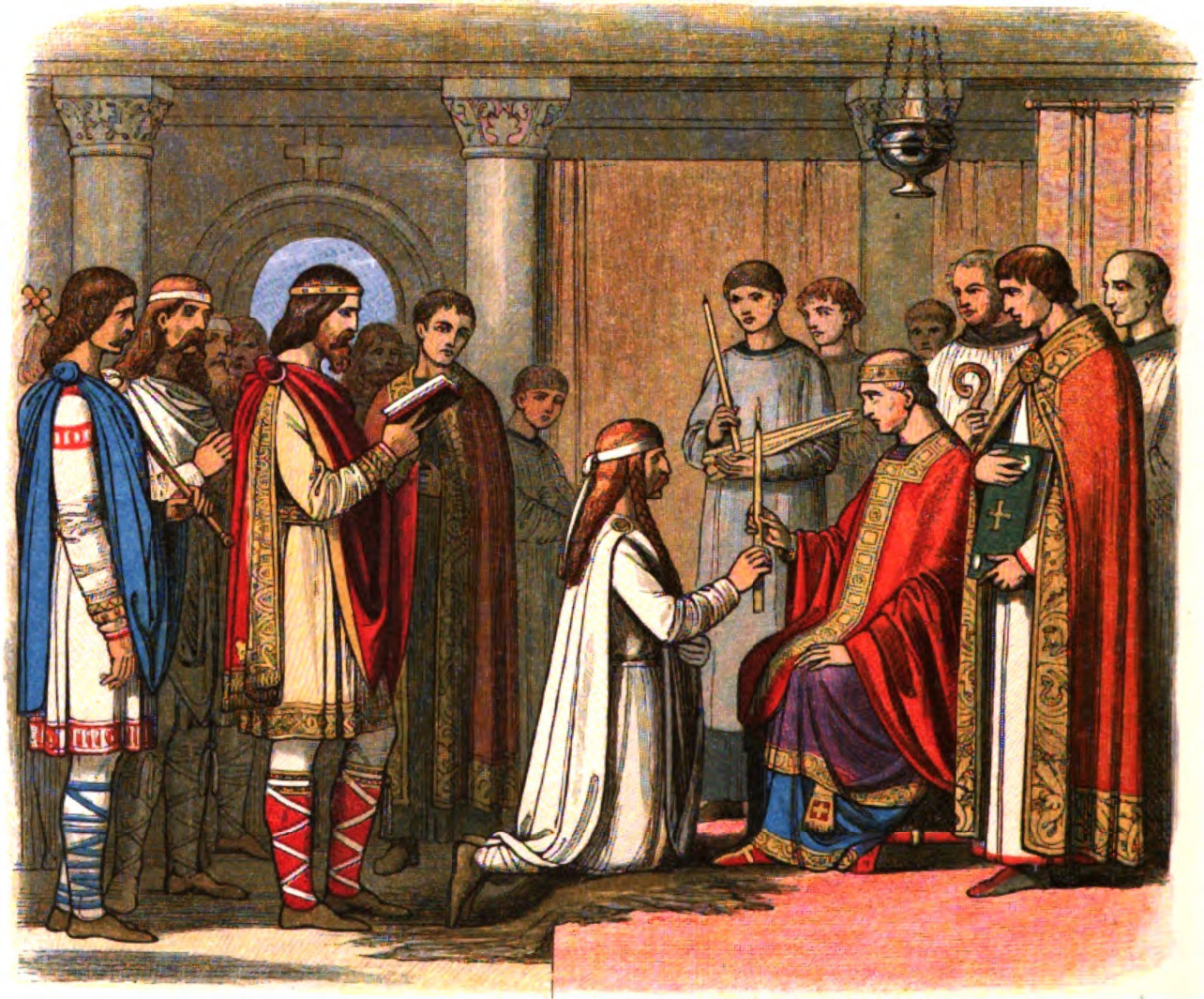
Gemälde von James William Edmund Doyle: Taufe des Guthrum

Alfred akzeptierte Guthrums Kapitulation unter der Bedingung, Geiseln zu stellen und „zu schwören, dass sich Guthrum zum Christentum bekennen würde“. Außerdem mussten die Dänen sich umgehend aus Wessex zurückziehen. Dieser Friedensvertrag ist als „Vertrag von Wedmore“ bekannt geworden. Drei Wochen später kamen Guthrum und dreißig seiner wichtigsten Leute nach Aller (nahe Athelney), wo Guthrum von König Alfred getauft wurde und von Alfred als Adoptivsohn angenommen wurde. Bei der Taufe nahm er den Namen Aethelstan an. Danach zogen sich Guthrum und seine Männer aus Wessex zurück, behielten aber die Herrschaft über den Danelag.
Der Vertrag schrieb die Aufteilung Englands zwischen Alfred dem Großen und Guthrum fest. Wichtiger erscheint aus heutiger Sicht jedoch die offizielle Annahme des christlichen Glaubens – die vor allem politisch Wirkung zeigte. Dadurch sicherte sich Guthrum neben der Anerkennung durch die eigenen Leute auch die Anerkennung durch die Christen in seinen Ländern, was seinen Herrschaftsanspruch verstärkte. Durch die Annahme eines christlichen Namens (Aethelstan war auch der Name von Alfreds ältestem Bruder), verstärkte er den Eindruck, dass seine Gefolgsleute nun von einem christlichen König regiert würden.
Nach dem unbehelligten Rückzug aus Wessex wandte sich Guthrum den Ländern im Osten seines Königreiches zu. Er zog sein Heer von der Westgrenze ab und ließ sich mit seinen Leuten 879 im Königreich Guthrum (bestehend aus East Anglia und Fens) nieder.

### Vertrag von Alfred und Guthrum und Tod Guthrums
Bereits 884 unternahm Guthrum erneut einen Angriff auf Wessex, wurde aber erneut zurückgeschlagen. Daraufhin schlossen die beiden Könige den Vertrag von Alfred und Guthrum, in dem neuerlich die Grenzen von Danelag und Wessex und die dänische Hoheit über Danelag festgeschrieben wurden.
Guthrum starb 890 und wurde in Headleage, das dem heutigen Hadleigh, Suffolk, zugeordnet wird, begraben.